# Un violador en tu camino

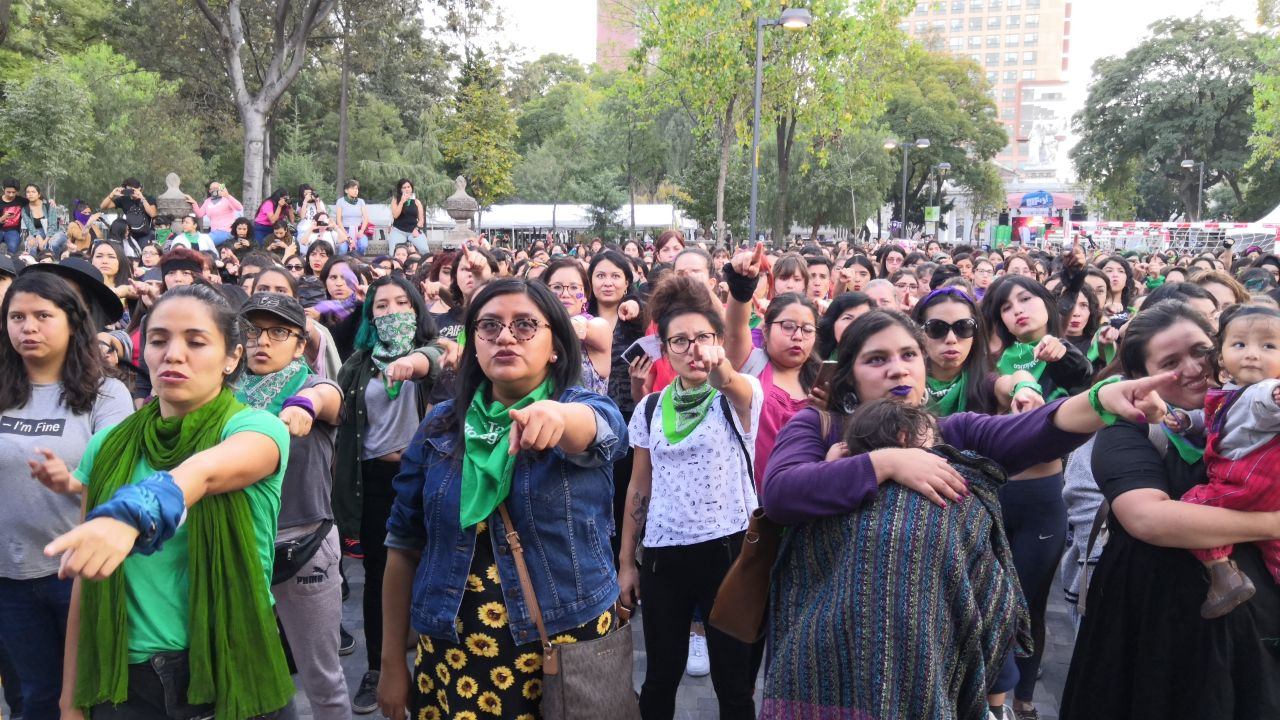
Mulheres performando "Un violador en tu camino" no México

Un violador en tu camino (em português: Um estuprador em seu caminho), também conhecida como O estuprador é você, é uma performance feminista que protesta sobre a violência contra a mulher. O número já foi apresentado na América Latina, nos Estados Unidos e na Europa. O nome da performance é uma referência ao slogan Un amigo en tu camino, utilizado pela polícia ostensiva Carabineiros do Chile na década de 1990.
Baseada no trabalho de Rita Laura Segato, a obra foi criada pelo coletivo feminista de Valparaíso LASTESIS, para ser apresentado no Dia Internacional pela Eliminação da Violência contra a Mulher, em 25 de novembro de 2019. Vídeos da performance se tornaram virais. Apresentações semelhantes foram realizadas no México, Colômbia, França, Espanha e Reino Unido. Milhares de mulheres apresentaram a peça na Praça da Constituição, no México, em 29 de novembro de 2019.
A peça foi apresentada em Istambul, na Turquia, em 8 de dezembro de 2019, mas a polícia local interferiu e deteve diversos manifestantes. Dias depois, parlamentares turcas cantaram a canção no parlamento. Sera Kadigil, do Partido Republicano do Povo, falou diretamente com o ministro do Interior, Süleyman Soylu, dizendo: "graças a você, a Turquia é o único páis no qual você deve ter imunidde parlamentar para participar deste protesto".
O uso de curativos nos olhos na apresentação é uma referência às vítimas que sofereram lesões oculares durante os protestos no Chile em 2019-2020.